# NGC 2690
NGC 2690 (другие обозначения — UGC 4647, MCG 0-23-8, ZWG 5.20, PGC 24926) — спиральная галактика (Sab) в созвездии Гидры. Открыта Льюисом Свифтом в 1886 году.
Возможно, в галактике наблюдались гравитационные волны. В галактике наблюдается пылевая полоса, немного смещённая относительно плоскости диска, а балдж имеет X-образную форму.
Этот объект входит в число перечисленных в оригинальной редакции «Нового общего каталога».